# Разрешение на поездки в континентальный Китай для жителей Гонконга и Макао
Разрешение на поездки в континентальный Китай для жителей Гонконга и Макао (кит. упр. 港澳居民来往内地通行证, пиньинь Gǎng'ào jūmín láiwǎng nèidì tōngxíngzhèng, палл. Ганъао цзюйминь лайван нэйди тунсинчжэн) — это проездной документ, выдаваемый Управлением въезда и выезда Китайской Народной Республики. Этот биометрический документ размером с карту выдаётся резидентам с постоянным видом на жительство в Гонконге и Макао для поездок в континентальный Китай.
Если владелец имеет гражданство КНР, то он может находиться в континентальном Китае неограниченное время с любой целью, включая работу и учебу, без каких-либо ограничений, а срок действия карты составляет 10 лет.
Если владелец не имеет гражданства КНР, то он может въезжать в континентальный Китай и находиться там не более 90 дней подряд, и ему не разрешается работать, учиться или заниматься журналистской деятельностью без дополнительных разрешений, а срок действия карты составляет 5 лет.
Лица без гражданства КНР, проживающие в Гонконге и Макао непостоянно (без местного ПМЖ и по визе), не имеют права на получение этой карты и для поездки в континентальный Китай должны подавать заявление на получение китайской визы.

## Подача заявления на получение карты разрешения на поездки в континентальный Китай для жителей Гонконга и Макао
China Travel Service (CTS) является единственным уполномоченным агентством Бюро общественной безопасности КНР, которое предоставляет услуги по приёму заявлений в Гонконге и Макао. Однако Бюро общественной безопасности Гуандуна обрабатывает все заявления и выдаёт разрешения от имени Министерства общественной безопасности. 
Заявитель должен иметь либо постоянное удостоверение личности Гонконга, либо постоянное удостоверение личности Макао. Наличие китайского гражданства даст карту на 10 лет, в противном случае срок действия карты составит 5 лет негражданам.

### Виды карт
- Лицевая сторона действующего разрешения для граждан Китая (с 2019 года)
- Обратная сторона действующего разрешения для граждан Китая (с 2013 года)
- Лицевая сторона действующего разрешения для неграждан Китая (с 2024 года)
- Обратная сторона действующего разрешения для неграждан Китая (с 2024 года)

## Требования при пребывании в континентальном Китае
Владельцы карты могут свободно въезжать в континентальный Китай в течение срока действия своего проездного документа, независимо от того, является ли пунктом отправления Гонконг, Макао или заграница. Однако они должны зарегистрироваться в местном Бюро общественной безопасности КНР в течение 24 часов — или в течение 72 часов в сельской местности — если они ночуют в доме друга или родственника.
Лица, проживающие в континентальном Китае более шести месяцев, могут подать заявление на получение вида на жительство для жителей Гонконга, Макао и Тайваня.